# KS Hutnik Nowa Huta
El Klub Sportowy Hutnik Nowa Huta, també conegut com a Hutnik Kraków, és un club de futbol polonès de Nowa Huta, districte de Cracòvia.

## Història
El club va ser fundat el 1950. El club va jugar set temporades a la primera divisió polonesa, destacant una tercera posició la temporada 1995-96 classificant-se per la Copa de la UEFA. L'equip va ser dissolt el 2010 i refundat a continuació. Evolució del nom:
- 1952: Stal Nowa Huta
- 1956: Hutnik Nowa Huta
- 1984: Hutnik Kraków
- 2010: Hutnik Nowa Huta

## Palmarès
- Lliga polonesa de futbol:[4]
  - Tercera posició el 1995–96
- Copa polonesa de futbol:[5]
  - Semifinal el 1990